# Mùa bão Tây Bắc Thái Bình Dương 1969
Mùa bão Tây Bắc Thái Bình Dương 1969 không có giới hạn chính thức; nó diễn ra trong suốt năm 1969, nhưng hầu hết các xoáy thuận nhiệt đới có xu hướng hình thành trên Tây Bắc Thái Bình Dương trong khoảng giữa tháng 5 và tháng 11. Những thời điểm quy ước phân định khoảng thời gian tập trung hầu hết số lượng xoáy thuận nhiệt đới hình thành mỗi năm ở Tây Bắc Thái Bình Dương.
Phạm vi của bài viết này chỉ giới hạn ở Thái Bình Dương, khu vực nằm ở phía Bắc xích đạo và phía Tây đường đổi ngày quốc tế. Những cơn bão hình thành ở khu vực phía Đông đường đổi ngày quốc tế và phía Bắc xích đạo thuộc về Mùa bão Đông Bắc Thái Bình Dương 1969. Bão nhiệt đới hình thành ở toàn bộ khu vực Tây Bắc Thái Bình Dương sẽ được đặt tên bởi Trung tâm Cảnh báo Bão Liên hợp  JTWC . Áp thấp nhiệt đới ở khu vực này sẽ có thêm hậu tố "W" phía sau số thứ tự của chúng. Áp thấp nhiệt đới trở lên hình thành hoặc đi vào khu vực mà Philippines theo dõi cũng sẽ được đặt tên bởi Cục quản lý Thiên văn, Địa vật lý và Khí quyển Philippines  PAGASA . Đó là lý do khiến cho nhiều trường hợp, một cơn bão có hai tên gọi khác nhau.
Đây là mùa bão hoạt động ít thứ ba từng được ghi nhận, với chỉ 19 cơn bão nhiệt đới được đặt tên bởi JTWC Ngoài ra, đây là mùa bão ít nhất được ghi nhận ở biển Đông (4 cơn) tuy nhiên một trong bốn cơn đó lại đổ bộ vào Quảng Bình đúng thời điểm chủ tịch Hồ Chí Minh từ trần (2/9/1969).

## Các cơn bão
Có 34 áp thấp nhiệt đới hình thành trong năm trên Tây Bắc Thái Bình Dương, 23 trong số chúng trở thành những cơn bão nhiệt đới, 13 đạt cường độ bão cuồng phong, và 2 đạt cường độ siêu bão.

### Bão Viola (Elang)
Siêu bão rộng lớn Viola hình thành vào ngày 22 tháng 7 trên vùng biển phía Đông Philippines, và nó đã đi sượt qua Luzon với vận tốc gió 150 dặm/giờ trong ngày 26. Sau đó cơn bão tiếp tục di chuyển theo hướng Tây Bắc, suy yếu do thiếu dòng thổi vào. Viola đổ bộ vùng Đông Nam Trung Quốc với cường độ bão cuồng phong nhỏ trong ngày 28, và tan vào ngày hôm sau. Cơn bão đã khiến tới hơn 1.000 người thiệt mạng tại Sán Đầu,Quảng Đông và các vùng lân cận.

### Bão Doris - Bão số 3
Tại Việt Nam, nó được biết đến với tên gọi: "Cơn bão số 4 năm 1969". Đây là một cơn bão đặc biệt, nó đổ bộ vào Quảng Bình (phía Nam nước Việt Nam Dân chủ Cộng hòa) đúng ngày Chủ tịch Hồ Chí Minh từ trần (02/9/1969).

### Bão Elsie (Narsing)
Áp thấp nhiệt đới 14W hình thành vào ngày 19 tháng 9 ngoài khơi Tây Thái Bình Dương. Di chuyển chủ yếu theo hướng Tây, đến ngày 20 nó mạnh lên thành một cơn bão nhiệt đới và trở thành bão cuồng phong vào ngày hôm sau. Elsie tiếp tục mạnh thêm, và đạt đỉnh với vận tốc gió 175 dặm/giờ trong ngày 24. Sau đó cơn bão suy yếu đều đặn khi nó di chuyển về phía Tây. Vào ngày 26 Elsie đổ bộ lên vùng Bắc Đài Loan, vận tốc gió tối đa của nó khi đó là 105 dặm/giờ. Ngày hôm sau cơn bão đổ bộ vào vùng Hoa Đông, Trung Quốc. Sau một thời gian trôi dạt lên phía Bắc, Elsie đã tan trên đất liền Trung Quốc trong ngày 28. Cơn bão đã khiến 102 người thiệt mạng, 24 người mất tích và 227 người bị thương.

### Bão nhiệt đới Flossie (Openg)
Bão nhiệt đới Flossie tiếp cận Đài Loan chỉ vài ngày sau khi Elsie tấn công đất nước này. Từ ngày 1 đến ngày 5 tháng 10, cơn bão đã trôi dạt lên phía Bắc trên khu vực ngoài khơi, ngay gần hòn đảo. Sau đó Flossie tăng tốc về phía Đông Bắc, trở thành xoáy thuận ngoại nhiệt đới vào ngày mùng 10 trên vùng biển phía Đông Nhật Bản. Những trận mưa lớn từ cơn bão đã khiến 75 người thiệt mạng.

## Tên bão
Trong năm 1969, các xoáy thuận nhiệt đới trên Tây Bắc Thái Bình Dương (đạt cường độ bão nhiệt đới) được đặt tên bởi Trung tâm Cảnh báo Bão Liên hợp (JTWC). Cơn bão đầu tiên được đặt tên là Phyllis và cuối cùng là Marie.
| - Agnes - Bonnie - Carmen - Della - Elaine - Faye - Gloria - Hester - Irma - Judy - Kit - Lola - Mamie - Nina - Ora - Phyllis 1W - Rita 2W - Susan 3W - Tess 4W - Viola 5W - Winnie 6W | - Alice 7W - Betty 8W - Cora 9W - Doris 10W - Elsie 14W - Flossie 15W - Grace 16W - Helen 18W - Ida 19W - June 20W - Kathy 21W - Lorna 22W - Marie 23W - Nancy - Olga - Pamela - Ruby - Sally - Therese - Violet - Wilda | - Anita - Billie - Clara - Dot - Ellen - Fran - Georgia - Hope - Iris - Joan - Kate - Louise - Marge - Nora - Opal - Patsy - Ruth - Sarah - Thelma - Vera - Wanda | - Amy - Babe - Carla - Dinah - Emma - Freda - Gilda - Harriet - Ivy - Jean - Kim - Lucy - Mary - Nadine - Olive - Polly - Rose - Shirley - Trix - Virginia - Wendy |